# Inib-scharri
Inib-scharri war die Tochter von Zimri-Lim, der um 1750 v. Chr. als König in Mari (Syrien) regierte. Inib-scharri  ist von zahlreichen Briefen bekannt, die sich im Palast von Mari bei Ausgrabungen fanden. Sie war die Gemahlin von Ibal-Addu, der von Zimri-Lim zum König von Aschlakka eingesetzt worden war. Die Heirat war also diplomatisch motiviert. Aus den Briefen, die sie vom Hof ihres Gemahls an ihren Vater sandte, erfährt man, dass sie nicht glücklich mit der Heirat war, und sie bat ihren Vater, ob sie nicht nach Mari zurückkommen könne. Des Weiteren berichtet sie, dass ihr Gemahl Ibal-Addu gegen Zimri-Lim gehandelt habe, obwohl er doch eigentlich dessen Vasall war. In der Folgezeit eroberte Zimri-Lim Aschlakka und brachte seine Familienmitglieder heim.